# Melpomene coahuilana
Melpomene coahuilana är en spindelart som först beskrevs av Willis J. Gertsch och Davis 1940.  Melpomene coahuilana ingår i släktet Melpomene och familjen trattspindlar. Inga underarter finns listade i Catalogue of Life.